# 米德爾威奇
米德爾威奇（Middlewich）是位於英格蘭柴郡的一個城市。據2001年英國人口普查，米德爾威奇有人口13,101人。